# Makala-gevangenis
De Makala-gevangenis of Centre pénitentiaire et de rééducation de Kinshasa (CPRK) is een gevangenis in Kinshasa (DRC).

## Geschiedenis
De gevangenis werd in 1957 gebouwd om 1.500 gevangenen (mannen en vrouwen) te huisvesten en beschikt over 11 paviljoens, waaronder 1 voor vrouwen. 
Op 17 mei 2017 om 02.00 uur vond een grote ontsnapping plaats, waarbij een commando de gevangenis aanviel om de leider van de sekte Bundu dia Kongo te bevrijden.
Tijdens een uitbraakpoging in de nacht van 1 op 2 september 2024 kwamen ten minste 129 personen om.